# Argentine aux Jeux olympiques d'hiver de 1976
L'équipe olympique d'Argentine a participé aux Jeux olympiques d'hiver de 1976 à Innsbruck en Autriche. Elle était représentée par 8 athlètes dans 2 sports.
Elle n'a remporté aucune médaille.

## Délégation
Le tableau suivant montre le nombre d'athlètes argentins dans chaque discipline :
| Sport       | Hommes | Femmes | Total |
| ----------- | ------ | ------ | ----- |
| Ski Alpin   | 6      | 0      | 6     |
| Ski de fond | 2      | 0      | 2     |
| Total       | 8      | 0      | 8     |

## Résultats

### Ski alpin
Hommes
| Athlète                 | Épreuve      | Course 1      | Course 1 | Course 2      | Course 2 | Total         | Total |
| Athlète                 | Épreuve      | Temps         | Rang     | Temps         | Rang     | Temps         | Rang  |
| ----------------------- | ------------ | ------------- | -------- | ------------- | -------- | ------------- | ----- |
| Adrián Roncallo         | Downhill     |               |          |               |          | DNF           | –     |
| Carlos Alberto Martínez | Downhill     |               |          |               |          | 1 min 54 s 62 | 47    |
| Juan Angel Olivieri     | Downhill     |               |          |               |          | 1 min 52 s 76 | 39    |
| Luis Rosenkjer          | Downhill     |               |          |               |          | 1 min 50 s 87 | 31    |
| Juan Angel Olivieri     | Giant Slalom | 2 min 01 s 08 | 63       | DNF           | –        | DNF           | –     |
| Adrián Roncallo         | Giant Slalom | 2 min 00 s 16 | 62       | 2 min 00 s 46 | 40       | 4 min 00 s 62 | 42    |
| Carlos Alberto Martínez | Giant Slalom | 1 min 56 s 03 | 52       | DNF           | –        | DNF           | –     |
| Luis Rosenkjer          | Giant Slalom | 1 min 53 s 98 | 41       | 1 min 54 s 18 | 32       | 3 min 48 s 16 | 32    |
| Luis Rosenkjer          | Slalom       | DNF           | –        | –             | –        | DNF           | –     |
| Walter Dei Vecchi       | Slalom       | DNF           | –        | –             | –        | DNF           | –     |
| Carlos Alberto Martínez | Slalom       | n/a           | ?        | DNF           | –        | DNF           | –     |
| Juan Angel Olivieri     | Slalom       | 1 min 05 s 90 | 26       | DNF           | –        | DNF           | –     |

### Ski de fond
Hommes
| Épreuve | Athlète             | Course             | Course     |
| Épreuve | Athlète             | Temps              | Classement |
| ------- | ------------------- | ------------------ | ---------- |
| 15 km   | Matías José Jerman  | DNF                | –          |
| 15 km   | Martín Tomás Jerman | 1 h 00 min 07 s 39 | 74         |
| 15 km   | Marcos Luis Jerman  | 53 min 43 s 34     | 71         |
| 30 km   | Marcos Luis Jerman  | 1 h 50 min 06 s 99 | 65         |